# Überetscher Stil

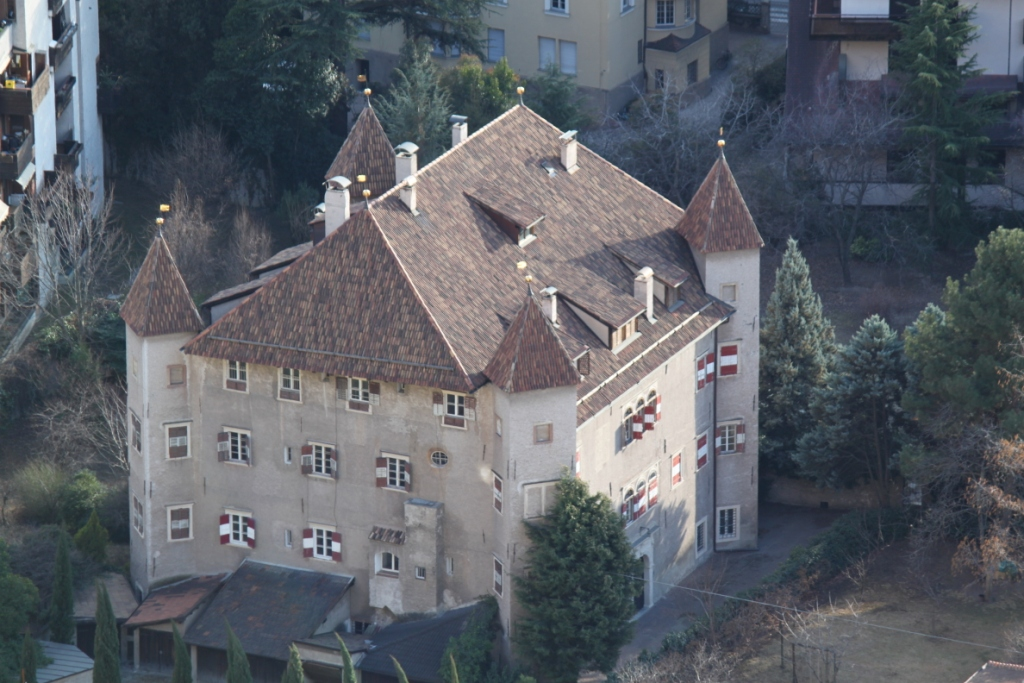
Ein typisches Bauwerk im Überetscher Stil: der Ansitz Hörtenberg in Bozen (2012)

Der Überetscher Stil (bisweilen auch: Eppaner Stil) ist ein regionaler deutscher Baustil im Zeitraum 1550–1650. Die Bezeichnung rührt von seinem Hauptverbreitungsgebiet her, dem Überetsch in Südtirol, und wurde von Josef Weingartner geprägt.

## Hauptmerkmale
Es handelt sich dabei um eine spätgotische Bauweise, in die Elemente der italienischen Renaissance eingeflossen sind. Charakteristisch sind eine regelmäßige Raumanlage (Gruppierung um einen großen Flur oder Mittelsaal), zinnenbewehrte Mauern, Erker, Freitreppen, Doppelbogenfenster mit schlanken Mittelsäulen, Loggien und Säulenarkaden. Häufig handelt es sich bei den Bauwerken im Überetscher Stil um Ansitze.

## Verbreitung
Der Überetscher Stil findet sich nahezu ausschließlich im Süden Südtirols, vorwiegend in Eppan, Kaltern und Bozen. In der Gegend von Meran nur vereinzelt, in der Brixner Gegend hört der Einfluss des Überetscher Stils ganz auf. Trotz seiner italienischen Elemente ist dieser Stil in benachbarten italienischsprachigen Gebieten (etwa Trient) nirgends zu finden.
Beispiele für besonders typische Bauwerke im Überetscher Stil sind etwa die Ansitze Wohlgemuth (Hammerstein) und Thalegg in Eppan, der Friedhof in St. Pauls, der Ansitz Hörtenberg und etliche Laubenhäuser in Bozen sowie die Schwanburg in Nals.
Im Fin de Siècle wurde der Überetscher Stil in Bozen historistisch als Südtiroler Ausprägung des Heimatstils neu aufgegriffen. So wurde z. B. das Stadtmuseum in der Sparkassenstraße 1901–1905 gebaut. Die Überetscher Stilformen verdankten ihr Revival insbesondere dem Südtiroler Bauunternehmen Musch & Lun, das ab 1880 eine Vielzahl von privaten und öffentlichen Bauten vor allem in der Meraner Gegend schuf.